# Gigabit Ethernet

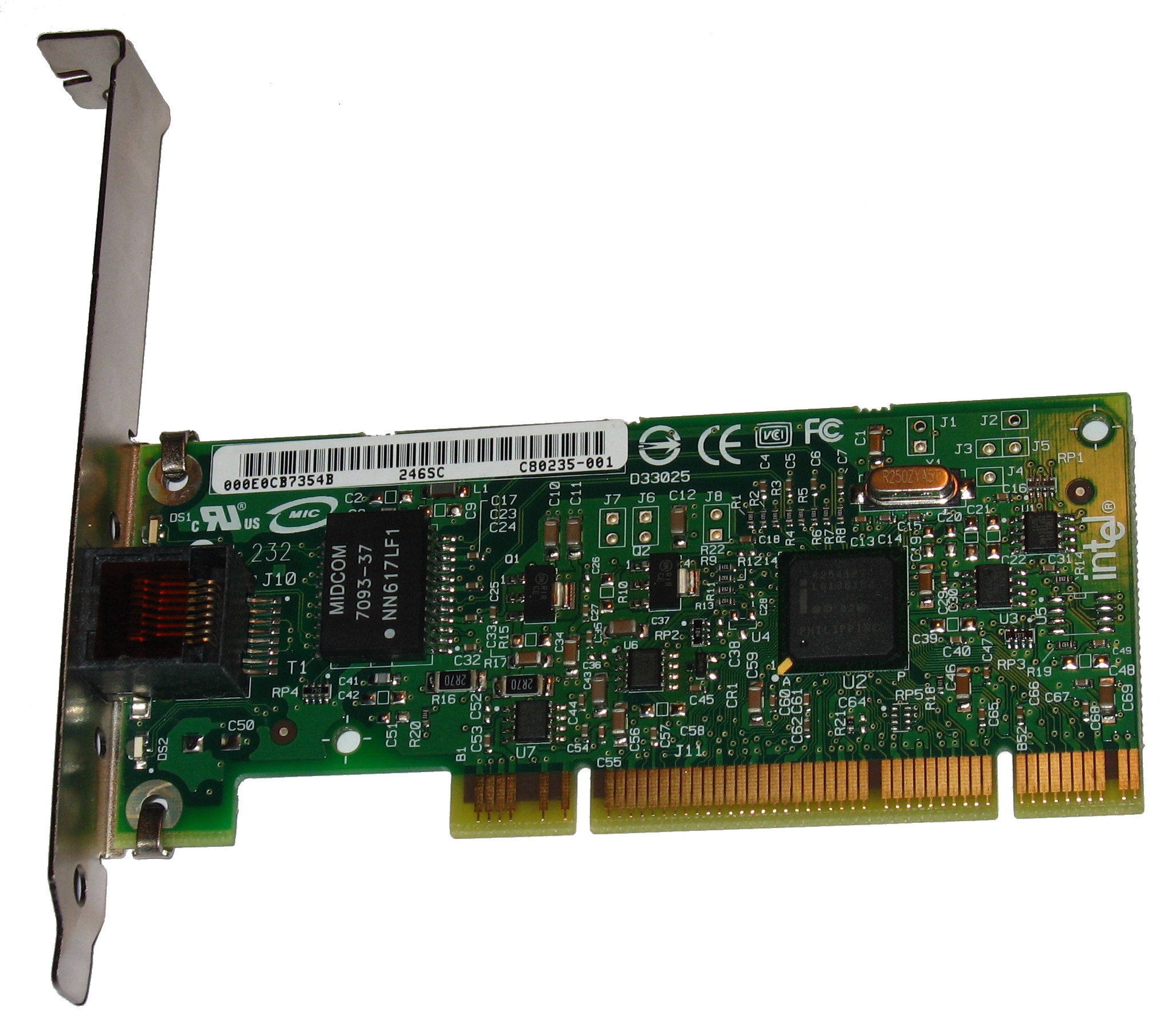
Controlador d'interfície de xarxa Intel PRO/1000 GT PCI

Gigabit Ethernet, també coneguda com GbE o 1 GigE, és una ampliació de l'estàndard Ethernet (concretament la versió 802.3ab i 802.3z de l'IEEE) que aconsegueix una capacitat de transmissió de trames Ethernet a una velocitat d'un gigabit per segon, corresponents a uns 1000 megabits per segon de rendiment contra uns 100 del Fast Ethernet (També anomenat 100BASE-TX).
La variant més popular, 1000BASE-T, està definida per l' estàndard IEEE 802.3ab. Va entrar en ús l'any 1999 i ha substituït Fast Ethernet a les xarxes locals cablejades a causa de la seva considerable millora de velocitat respecte a Fast Ethernet, així com l'ús de cables i equips àmpliament disponibles, econòmics i similars als estàndards anteriors.

## Història
Com a resultat de la investigació realitzada per Xerox Corporation a principis dels anys 70, Ethernet es va consagrar com un protocol àmpliament reconegut aplicat a les capes física i denllaç. Posteriorment va aparèixer Fast Ethernet que va incrementar la velocitat de 10 a 100 megabits per segon (Mbit/s). Gigabit Ethernet va ser la següent evolució, incrementant en aquest cas la velocitat fins a 1000 Mbit/s (1 Gbit/s). La idea d'obtenir velocitats d'1 Gbit/s sobre Ethernet es va gestar durant 1995, una vegada aprovat i ratificat l'estàndard Fast Ethernet, i va prosseguir fins a la seva aprovació el juny de 1998 per l'IEEE com a estàndard 802.3z (z, per ser la darrera lletra de l'alfabet, i pensar que seria l'última de la família Ethernet), generalment conegut com 1000BASE-X.
IEEE 802.3ab, ratificada el 1999, defineix el funcionament de Gigabit Ethernet sobre cables de coure del tipus Unshielded twisted pair (UTP) i categoria 5, 5e o 6 i per descomptat sobre fibra òptica. D'aquesta manera, va passar a anomenar-se 1000BASE-T. Es va decidir que aquesta ampliació seria idèntica a l'Ethernet normal des de la capa d'enllaç de dades fins als nivells superiors, permetent aprofitar les possibilitats de la fibra òptica per aconseguir una gran capacitat de transmissió sense haver de canviar la infraestructura de les xarxes actuals.
Un dels retards amb l'estàndard va ser la resolució d'un problema en emetre amb làser sobre fibra multimode, ja que en casos extrems es podia produir una divisió del feix, amb la consegüent destrucció de dades. Això era degut a que la fibra multimode va ser dissenyada pensant en emissors LED, no làser i va ser resolt prohibint que en aquest estàndard els làser dirigissin la seva feix cap al centre de la fibra.
Inicialment, Gigabit Ethernet va ser molt utilitzat sobre xarxes de gran capacitat, com ara xarxes de comunicació d'universitats. El 2000, els Apple Power Mac G4 i PowerBook G4 van ser les primeres màquines a utilitzar la connexió 1000BASE-T. Ràpidament es va convertir en una funció incorporada en moltes altres ordinadors.
El 2002, IEEE va ratificar una nova evolució de l'estàndard Ethernet, 10 Gigabit Ethernet, amb una taxa de transferència de 10 000 megabits per segon (10 vegades més gran a Gigabit Ethernet).

## Característiques i prestacions
Gigabit Ethernet sorgeix com a conseqüència de la pressió competitiva d'ATM per conquerir el mercat LAN i com a extensió natural de les normes Ethernet 802.3 de 10 i 100 Mbit/s. que prometen tant en mode semi-dúplex com dúplex, una amplada de banda d'1 Gbit/s. En mode semi-dúplex, l'estàndard Gigabit Ethernet conserva amb mínims canvis el mètode d'accés CSMA/CD (Carrier Sense Multiple Access/Colision Detection) típic d'Ethernet. Els canvis són:
- Ràfega de trames.
- Extensió de portadores.

Pel que fa a les dimensions de xarxa, no hi ha límits respecte a l'extensió física o el nombre de nodes. Igual que els seus predecessors, Gigabit Ethernet suporta diferents medis físics, amb diferents valors màxims de distància. L'IEEE 802.3 Higher Speed Study Group ha identificat tres objectius específics de distància de connexió: connexió de fibra òptica multimode amb una longitud màxima de 500 m; connexió de fibra òptica monomode amb una longitud màxima de dos quilòmetres; i una connexió basada en coure amb una longitud d'almenys 25 m. A més, s'està treballant per suportar distàncies d'almenys 100 m en cablatge UTP de categoria 5. És una tecnologia aplicada als millors muntatges de les xarxes LAN a nivell mundial. Cal tenir una certa precaució amb els protocols que aplica, però de resta és potser la millor de les tecnologies aplicades a les xarxes en general.

## Parells de coure
| Nom         | Estàndard           | Estatus | Velocitat (Mbit/s) | Parells requerits | Carrils per sentit | Bits per hertz | Codi de línia        | Taxa de símbols per carril (MBd) | Ample | Distància màxima (m) | Cable  | Classificació del cable (MHz) | Ús                  |
| ----------- | ------------------- | ------- | ------------------ | ----------------- | ------------------ | -------------- | -------------------- | -------------------------------- | ----- | -------------------- | ------ | ----------------------------- | ------------------- |
| 1000BASE-T  | 802.3ab-1999 (CL40) | actual  | 1000               | 4                 | 4                  | 4              | MTX 4D-PAM-5         | 125                              | 62.5  | 100                  | Cat 5  | 100                           | LAN                 |
| 1000BASE-T1 | 802.3bp-2016        | actual  | 1000               | 1                 | 1                  | 2.66           | PAM-3 80B/81B RS-FEC | 750                              | 375   | 40                   | Cat 6A | 500                           | Automoció, IoT, M2M |
| 1000BASE-TX | TIA/EIA-854 (2001)  | obsolet | 1000               | 4                 | 2                  | 4              | PAM-5                | 250                              | 125   | 100                  | Cat 6  | 250                           | Fracàs del mercat   |

### 1000Base-T

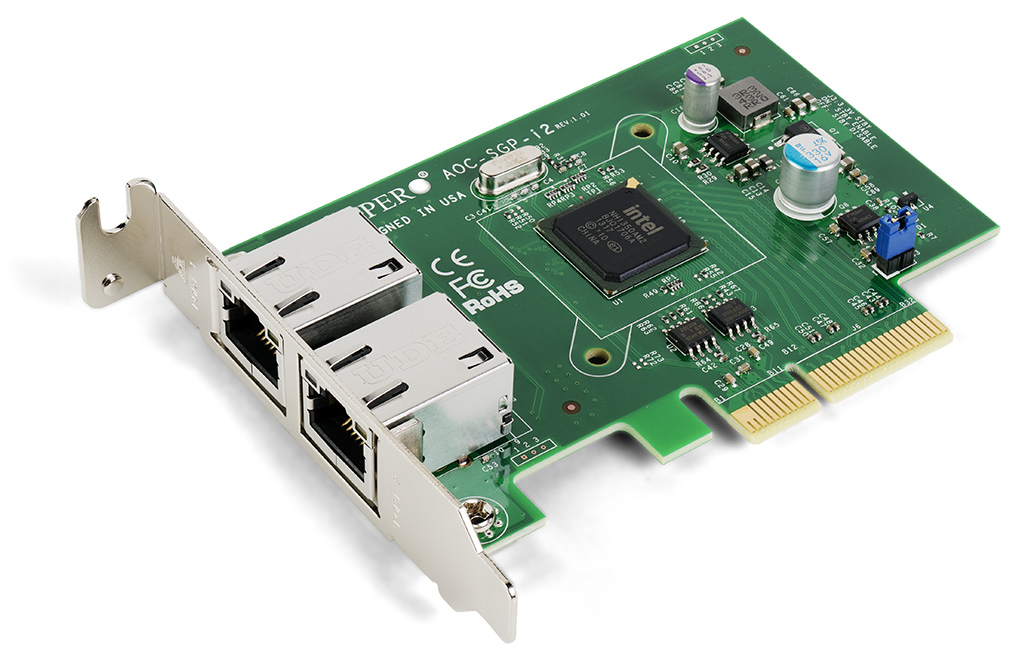
NIC Gigabit Ethernet de doble port Supermicro AOC-SGP-I2, una targeta PCI Express ×4

1000BASE-T (també conegut com IEEE 802.3ab) és un estàndard per a Gigabit Ethernet sobre cablejat de coure.
Estàndards 1000BASE-T (1999 - 802.3ab)
- Cable UTP-5e (125 MHz) amb 4 parells.
- Codificació PAM-5.
- Distància < 100 m
- Full-Dúplex (FDX) dual.
- Modulació a 125 Mbaudis, es tradueix en 250 Mbit/s per parell

Es recomana que cada segment de xarxa 1000BASE-T tingui una longitud màxima de 100 metres (330 peus),  i ha d'utilitzar cable de categoria 5 o millor (inclosos Cat 5e i Cat 6).
La negociació automàtica és un requisit per utilitzar 1000BASE-T segons la Secció 28D.5 Extensions necessàries per a la clàusula 40 (1000BASE-T). Com a mínim s'ha de negociar la font del rellotge, ja que un punt final ha de ser mestre i l'altre punt final ha de ser esclau.
A diferència del 10BASE-T i 100BASE-TX, 1000BASE-T utilitza quatre carrils en els quatre parells de cables per a la transmissió simultània en ambdues direccions mitjançant l'ús de la cancel·lació d'eco amb equalització adaptativa anomenada circuits híbrids (això és com un telèfon). híbrid) i modulació d'amplitud de pols de cinc nivells (PAM-5). La velocitat de símbol és idèntica a la de 100BASE-TX (125 megabaud) i la immunitat al soroll de la senyalització de cinc nivells també és idèntica a la de la senyalització de tres nivells a 100BASE-TX, ja que 1000BASE-T utilitza modulació codificada en trellis (TCM) de quatre dimensions per aconseguir un 6 Guany de codificació dB en els quatre parells.
Com que la negociació només té lloc en dos parells, si es connecten dues interfícies gigabit mitjançant un cable amb només dos parells, les interfícies triaran amb èxit "gigabit" com a màxim denominador comú (HCD), però l'enllaç mai apareixerà. La majoria dels dispositius físics gigabit tenen un registre específic per diagnosticar aquest comportament. Alguns controladors ofereixen una opció "Ethernet@Wirespeed" on aquesta situació condueix a una connexió més lenta però funcional.
Les dades es transmeten a través de quatre parells de coure, vuit bits alhora. Primer, vuit bits de dades s'expandeixen en quatre símbols de tres bits mitjançant un procediment de codificació no trivial basat en un registre de desplaçament de retroalimentació lineal ; això és similar al que es fa a 100BASE-T2, però utilitza paràmetres diferents. Els símbols de tres bits s'assignen a nivells de tensió que varien contínuament durant la transmissió. Un exemple de mapatge és el següent:
| Símbol                    | 000 | 001 | 010 | 011 | 100 | 101 | 110 | 111 |
| Nivell de senyal de línia | 0   | +1  | +2  | −1  | 0   | +1  | −2  | −1  |

La configuració automàtica MDI/MDI-X s'especifica com una característica opcional a l'estàndard 1000BASE-T, el que significa que els cables directes sovint funcionaran entre interfícies compatibles amb gigabit. Aquesta característica elimina la necessitat de cables creuats, fent obsolets els ports d'enllaç ascendent/normal i els interruptors de selecció manuals que es troben en molts concentradors i commutadors antics i redueix molt els errors d'instal·lació.
Per tal d'ampliar i maximitzar l'ús del cablejat Cat-5e i Cat-6 existent, els estàndards addicionals de nova generació 2.5GBASE-T i 5GBASE-T funcionaran a 2.5 i 5.0. Gbit/s, respectivament, a la infraestructura de coure existent dissenyada per utilitzar-se amb 1000BASE-T. Es basa en 10GBASE-T però utilitza freqüències de senyalització més baixes.

### 1000Base-T1
IEEE 802.3 estandarditzat 1000BASE-T1 a IEEE Std 802.3bp-2016. Defineix Gigabit Ethernet sobre un únic parell trenat per a aplicacions d'automoció i industrials. Inclou especificacions de cable per a 15 metres (tipus A) o 40 metres (tipus Incompliment. La transmissió es fa mitjançant PAM-3 a 750 MBd.

### 1000Base-TX
L'Associació de la indústria de les telecomunicacions (TIA) va crear i va promoure un estàndard similar al 1000BASE-T que era més senzill d'implementar, anomenant-lo 1000BASE-TX (TIA/EIA-854). El disseny simplificat hauria reduït, en teoria, el cost de l'electrònica necessària utilitzant només quatre parells unidireccionals (dos parells TX i dos parells RX) en lloc de quatre parells bidireccionals. Tanmateix, aquesta solució ha estat un fracàs comercial, probablement a causa del cablejat de categoria 6 requerit i la ràpida caiguda del cost dels productes 1000BASE-T.

### 1000Base-CX
1000BASE-CX és un estàndard inicial per a connexions Gigabit Ethernet amb distàncies màximes de 25 metres mitjançant parell trenat apantallat equilibrat i connector DE-9 o 8P8C (amb un pinout diferent de 1000BASE-T). La curta longitud del segment es deu a una velocitat de transmissió del senyal molt alta. Tot i que encara s'utilitza per a aplicacions específiques on el cablejat és realitzat per professionals informàtics, per exemple, l'IBM BladeCenter utilitza 1000BASE-CX per a les connexions Ethernet entre els servidors blade i els mòduls de commutació, 1000BASE-T ho ha aconseguit per a l'ús general del cablejat de coure.

## Estàndards 1000BASE-X (802.3z)
Estàndards amb codificació 8B10B, 1250 Mbaud.

### 1000BASE-SX
- Fibra Multimode . . . . (MMF).
- Làser 850 nm.
- Distància < 550 m.

### 1000BASE-LX
- Fibra Multimode (MMF) i Fibra Monomodo (SMF).
- Làser 1310 nm.
- Distància < 10 km.

### 1000BASE-EX
- Fibra SMF.
- Làser 1310 nm.
- Distància < 40 km.

### 1000BASE-ZX
- Fibra SMF.
- Làser 1550 nm.
- Distància < 80 km.

### 1000Base-CX
- Cable STP (2 parells).
- Distància < 25 m 802.3z-1998 CL39 estandarditzat